# حسن اصليح
حَسَن عبد الفتاح محمد اصُلَيِّح صحفي فلسطيني من قطاع غزة، عُرف بتغطيته للأحداث الميدانية في القطاع، خاصة إبان التصعيد العسكري. عمل في تغطية الأخبار العاجلة والمواجهات، كما نشط في نشر التقارير المصورة على منصات التواصل الاجتماعي، بما في ذلك تلغرام، حيث أسس قناة إخبارية ضمت مئات الآلاف من المتابعين. نجح الاحتلال الإسرائيلي في اغتياله بعد عدَّة محاولات فاشلة لتصفيته في يوم الثلاثاء 13 مايو في غرفته داخل المشفى الذي أُسعف إليه جرَّاء محاولة اغتيال فاشلة. وأُعلن استشهاده جرَّاء غارة من مسيرة استهدفت الغرفة التي كان فيها. 

## استهدافه ووفاته
أُصيب اصليح في 7 أبريل 2025 بجروح بالغة نتيجة قصف إسرائيلي استهدف خيمة للصحفيين بالقرب من مستشفى ناصر في خان يونس، مما أدى إلى مقتل ثلاثة صحفيين آخرين وإصابته بجروح خطيرة.
في 13 مايو 2025، أثناء تلقيه العلاج في قسم الحروق بمجمع ناصر الطبي، استهدفت طائرة إسرائيلية المستشفى بغارة جوية، مما أدى إلى استشهاده.

### ردود الفعل
أثارت وفاته ردود فعل من منظمات حقوقية وصحفية، واعتُبر استهدافه أثناء وجوده في المستشفى انتهاكًا للقانون الدولي الإنساني.